# Штаймер, Элеонора
Элеоно́ра Шта́ймер (нем. Eleonore Staimer, урожд. Пик (Pieck); 14 апреля 1906, Бремен — 7 ноября 1998, Берлин) — дипломат ГДР. Дочь президента ГДР Вильгельма Пика.

## Биография
Дочь лидера Коммунистической партии Германии Вильгельма Пика Элеонора по окончании народной школы работала стенографисткой. В 1920 году вступила в КПГ и в 1923 году была избрана секретарём ЦК КПГ. Работала во фракции КПГ в прусском ландтаге. В 1930 году устроилась на работу в советское торговое представительство в Берлине, в 1932 году работала в Народном комиссариате иностранных дел в Москве. После прихода к власти национал-социалистов эмигрировала в СССР и работала в Международной Красной помощи. С началом Великой Отечественной войны была эвакуирована в Уфу и в 1941—1942 годах обучалась в школе Коминтерна в Кушнаренкове. По возвращении в Москву работала в редакции радиостанции «Свободная Германия» Национального комитета «Свободная Германия».
28 мая 1945 года вернулась в Германию вместе с невесткой Грете Лоде-Пик и некоторое время работала в редакции Deutsche Zeitung в Щецине. До августа 1945 года занимала должность заместителя руководителя отдела культуры в правлении КПГ земли Мекленбург в Шверине. Позднее до 1949 года руководила организационным отделом ЦК КПГ и позднее СЕПГ. С образованием ГДР в октябре 1949 года была назначена руководителем главного отдела внешней торговли в министерстве внешней торговли ГДР. С октября 1953 по январь 1957 года занимала должность статс-секретаря и заместителя министра. В январе 1958 года перешла на дипломатическую службу и получила назначение посланником ГДР в Югославии. С октября 1966 по февраль 1969 года Штаймер стала первым послом ГДР в Югославии. До октября 1970 года работала в министерстве иностранных дел ГДР. С 1 ноября 1970 года занимала должность заместителя генерального директора Туристского бюро ГДР и занималась вопросами международных транспортных связей, работы с общественностью и исследований рынка. В 1975 году вышла на пенсию и работала в окружном Комитета антифашистских борцов сопротивления ГДР в Берлине.
В 1939—1945 годах была замужем за Йозефом Шпрингером, сотрудником Исполкома Коминтерна. Во втором браке в 1947—1954 годах состояла с коммунистом Рихардом Штаймером.